# Munroe Bergdorf
Munroe Bergdorf, de soltera Beaumont; (11 de septiembre de 1987) es una modelo y activista inglesa. Ha desfilado en varias pasarelas para marcas como Gypsy Sport en las Semanas de la Moda de Londres y de Nueva York. Bergdorf fue la primera modelo transgénero en el Reino Unido para L'Oréal, pero se retiró semanas después de un conflicto racial. En febrero de 2018, fue nombrada asesora LGBT del Partido Laborista, pero renunció al mes siguiente. Bergdorf apareció en el documental de Channel 4 What Makes a Woman, que se emitió en mayo de 2018.
Bergdorf ganó el premio 'Changemaker of the Year' en los Premios Cosmopolitan de 2018, y tiene un doctorado honoris causa de 2019 por la Universidad de Brighton. Se unió a ONU Mujeres Reino Unido como defensora en 2019, apoyando su campaña #DrawALine, con el objetivo de poner fin a la mutilación genital femenina (MGF).

## Trayectoria
Bergdorf nació y creció en Stansted Mountfitchet, Essex. Bergdorf tiene padre jamaicano y madre inglesa. Bergdorf, que fue asignada como de sexo masculino al nacer fue a la escuela Bentfield County Primary School en Stansted Mountfitchet y posteriormente al instituto Bishop's Stortford High School, un colegio exclusivamente masculino. Bergdorf cuenta que creció como un "chico muy afeminado". Más adelante, estudió inglés en la Universidad de Brighton, describiéndose como de género no binario.
Bergdorf luego trabajó durante tres años en relaciones públicas en el mundo de la moda. A la edad de 24 años, Bergdorf comenzó su transición de género, y fue el tema de un episodio del programa Drag Queens of London de London Live.
Casi al mismo tiempo que Bergdorf estaba en transición, cofundó el club nocturno Pussy Palace.

## Carrera como modelo
Bergdorf se involucró en la moda motivada por la falta de diversidad en la industria. Su primer trabajo como modelo fue para una empresa de alta costura libanesa. En 2014, el London Evening Standard se refirió a ella como "piedra angular de la escena trans de Londres". Ella lmanifestó al periódico que era "tan vocal" en temas trans porque lo ve como "la nueva frontera", un tema que se está volviendo público a través del trabajo de mujeres trans como Laverne Cox y Carmen Carrera.
Llamó la atención del público en agosto de 2017 cuando fue contratada como la primera modelo transgénero para encabezar una campaña de L'Oréal en el Reino Unido, siendo una de las 27 modelos que participan en la campaña "True Match" de L'Oréal Reino Unido. En sus redes sociales dijo: "Gracias L'Oréal Paris por brindarme esta plataforma. Ojalá le llegue a otra pequeña niña trans de ocho años y la haga sentir un poco más ilusionada y un poco menos asustada por su futuro, que lo que yo,sentí [sic] cuando tenía su edad." En otra parte, dijo: "Definitivamente me propuse empoderar a niñas como yo".

### Controversia racial
En febrero de 2017, Bergdorf declaró que "todas las personas blancas como grupo son criadas como racistas", afirmando: "la mayoría de ustedes ni siquiera se dan cuenta o se niegan a reconocer que su existencia, privilegio y éxito como raza se basan en las espaldas, la sangre y la muerte de la gente de color". Bergdorf atrajo aún más la atención del público por un artículo en The Daily Mail que destacaba los comentarios que había hecho en Facebook, que incluían la afirmación de que todos los blancos eran culpables de "violencia racial" y que la raza blanca era "la fuerza más violenta y opresiva de la naturaleza" en la tierra." En respuesta a los comentarios de Bergdorf, L'Oréal la eliminó de su campaña el 1 de septiembre de 2017. Emitieron una declaración de que la compañía "apoya la diversidad y la tolerancia hacia todas las personas, independientemente de su raza, origen, género y religión" y que los comentarios de Bergdorf sobre los blancos estaban "en desacuerdo con esos valores". Facebook eliminó sus publicaciones de su sitio web, considerándolas como una contravención de sus reglas contra el discurso de odio. Bergdorf dijo que también enfrentó acoso on line, en gran parte de naturaleza racista y transfóbica. Otros comentaristas argumentaban que The Daily Mail la había citado fuera de contexto y que su punto de vista sobre la supremacía blanca y el privilegio blanco en las sociedades occidentales era válido y necesitaba una mayor difusión. Bergdorf defendió su posición, argumentando que estaba enojada después de las escenas en el mitin Unite the Right en Charlottesville y quería explicar que el racismo era sistémico y que ser racista no se trataba solo de atacar a las personas, sino de no tomar medidas contra el sistema. Ella agregó: "No veo cómo llamar la atención sobre las raíces del racismo, de alguna manera te convierte en un racista", calificando la controversia como "el peor momento de mi vida".
En septiembre de 2017, Illamasqua, con sede en el Reino Unido, contrató a Bergdorf como el rostro de su campaña Beauty Spotlight, que se refería a la fluidez de género. En un comunicado, la compañía describía a Bergdorf como una personificación de "la diversidad y la individualidad; no tiene miedo de ser verdaderamente ella misma". Agregaba que ella no "soportaba ni aceptaba ninguna forma de racismo, pero también creemos que los comentarios de Munroe han sido sacados fuera de contexto por cierta publicación (a quienes no nos molestaremos en nombrar) sin contar la realidad de la historia".
En junio de 2020, durante las protestas internacionales por la muerte de George Floyd, Bergdorf criticó a L'Oréal Paris por publicar en Instagram que se solidarizaba con la comunidad negra y manifestando que nunca había recibido una disculpa por parte de L'Oréal. En respuesta, la empresa anunció que crearía un Consejo Asesor de Diversidad e Inclusión del Reino Unido y nombraría a Bergdorf para formar parte del mismo. Bergdorf compartió en Instagram una serie de mensajes abusivos que recibió en esa plataforma tras su nombramiento.

## Activismo
El mismo mes en que fue contratada por Illamasqua, Bergdorf recitó el poema de Maya Angelou "Still I Rise" para un cortometraje dirigido por Bec Evans y Laura Kirwan-Ashman.
En febrero de 2018, fue nombrada asesora LGBT del Partido Laborista, al que renunció al mes siguiente después de que aquello contribuyera a volver a prestar atención a las publicaciones lgtbfóbicas y misóginas en Twitter de 2010. Bergdorf se disculpó por sus comentarios anteriores. Bergdorf posteriormente culpó a los "medios conservadores" por utilizarla como un "peón político para derrocar a Jeremy Corbyn" y para que la junta asesora laborista LGBT fuera clausurada, afirmando que "cuando me fui, fueron tras otra persona, y cuando esa persona se fue, fueron a por la siguiente" para "desacreditar a Jeremy Corbyn".
Desde abril de 2019, ha sido comentarista invitada habitual de los programas de televisión Good Morning Britain y This Morning de ITV.
En junio de 2019, Bergdorf fue despojada de su papel como embajadora de Childline dos días después de haber sido nombrada como tal, cuando la periodista Janice Turner y otros cuestionaron su idoneidad para el puesto ya que había sido modelo para la revista para adultos Playboy. Turner también llamó a Bergdorf "modelo porno". En respuesta, Bergdorf negó haber participado nunca en la pornografía y afirmó que, de todos modos, estaba mal demonizar a las personas que lo hacen. Varios días después, la NSPCC ofreció a Bergdorf una "disculpa completa, franca y sin reservas" por la forma en que había gestionado su despido. El director ejecutivo de la NSPCC, Peter Wanless, explicó que Bergdorf había sido despedida "debido a sus declaraciones públicas, que sentimos que significarían que estaba incumpliendo nuestras propias evaluaciones de riesgo y socavarían lo que queremos hacer aquí".
En julio de 2019, Bergdorf fue nombrada doctora Honorio causa de la Universidad de Brighton en reconocimiento a su campaña por los derechos de las personas transgénero.
En febrero de 2021, Bergdorf eliminó su cuenta activista de Twitter y emitió una declaración pública en la que se preguntaba cuándo "reprimirán" las empresas de redes sociales la transfobia. Bergdorf declaró: "Nadie debería tener que soportar ni una fracción del abuso al que estoy expuesta y tengo que soportar a diario", y concluyó que estaba "cansada de ser un saco de boxeo". Twitter no es una aplicación segura para las personas transgénero".
En noviembre de 2021, Bergdorf fue reconocida con el GAY TIMES Honor for British Community Trailblazer en la quinta celebración anual de GAY TIMES Honors en Londres. Ellie Goulding le entregó el premio y también apareció como una de las estrellas de la portada de la edición de honor de la revista GAY TIMES. Habiendo sido nombrada "Changemaker of the Year" en 2018 por Cosmopolitan UK, se convirtió en la primera persona transgénero en aparecer en la portada de esa revista con su edición del 50 aniversario, publicada el 21 de enero de 2022.